# Maskonur pacyficzny
Maskonur pacyficzny (Fratercula corniculata) – gatunek średniej wielkości ptaka z rodziny alk (Alcidae). Gniazduje na wybrzeżach północnego Oceanu Spokojnego i przyległego rejonu Oceanu Arktycznego. Nie jest zagrożony wyginięciem.

## Taksonomia
Po raz pierwszy gatunek opisał Johann Friedrich Naumann w 1821, nadając mu nazwę Mormon corniculata. Holotyp pochodził z Kamczatki. Obecnie maskonur pacyficzny zaliczany jest do rodzaju Fratercula. Jest gatunkiem monotypowym.

## Morfologia
Długość ciała wynosi 36–41 cm, rozpiętość skrzydeł 56–58 cm. Jedna znana masa ciała: 612 g. Dziób duży, trójkątny, żółty, czerwono zakończony, bocznie spłaszczony. U nasady dzioba widoczny jest pomarańczowy płatek skóry. Resztą upierzenia przypomina maskonury zwyczajne (F. arctica).

## Zasięg występowania
Tereny lęgowe maskonurów pacyficznych obejmują Wyspę Wrangla, wybrzeża Półwyspu Czukockiego na południe przez Kamczatkę i Wyspy Komandorskie po wybrzeża Morza Ochockiego, Sachalin i północne Wyspy Kurylskie oraz obszar od północnej i zachodniej Alaski przez Morze Beringa po Aleuty i na wschód przez Zatokę Alaska na południe po Kolumbię Brytyjską (Wyspy Królowej Charlotty). Zimę ptaki te spędzają na wodach głównie południowej części zasięgu, ale okazjonalnie docierają do środkowej Japonii, sporadycznie do zachodnich Hawajów, południowej Kolumbii Brytyjskiej i zachodnich Stanów Zjednoczonych (zachodni Waszyngton, sporadycznie Oregon i Kalifornia).

## Ekologia i zachowanie
Maskonury pacyficzne gnieżdżą się na pękniętych skałach lub na nadbrzeżnych klifach. Na wyżynach niekiedy wygrzebują nory. Żerują na wodzie, nie wykazują preferencji w kwestii zasolenia czy temperatury wody. Zwykle spotykane wówczas 1–2 km od wybrzeża. Żywią się głównie rybami, jak śledzie (Clupea), gromadniki (Mallotus villosus) i przedstawiciele Ammodytes. Dieta ptaków badanych na wyspie Buldir (Aleuty) składała się z kałamarnic, ryb i wieloszczetów (Polychaeta).

### Lęgi
Ptaki przybywają na lęgowiska w kwietniu lub maju. Gniazdują w małych koloniach, gniazda są oddalone od siebie o około 1,5 m; znajdują się w szczelinie skały, w norze lub pod kamieniem. W zniesieniu jedno jajo. Inkubacja trwa około 41 dni, wysiadują oba ptaki z pary. Podobnie zarówno ojciec jak i matka zajmują się karmieniem młodych. Przez pierwsze 5–6 dni życia młode wymaga dogrzewania przez rodziców, później same utrzymuje odpowiednią temperaturę ciała. Po kolejnych 37–46 dniach młode bywa już zostawiane samo, podczas gdy pokarmu szukają oboje rodzice.

## Status
IUCN uznaje maskonura pacyficznego za gatunek najmniejszej troski (LC, Least Concern) nieprzerwanie od 1988 roku. W 1996 roku liczebność światowej populacji szacowano na 1,2 miliona osobników, czyli ponad 800 tysięcy osobników dorosłych. BirdLife International ocenia trend populacji jako spadkowy ze względu na ekspansję gatunków inwazyjnych i niszczenie środowiska.